# St. Elisabeth (Aachen)

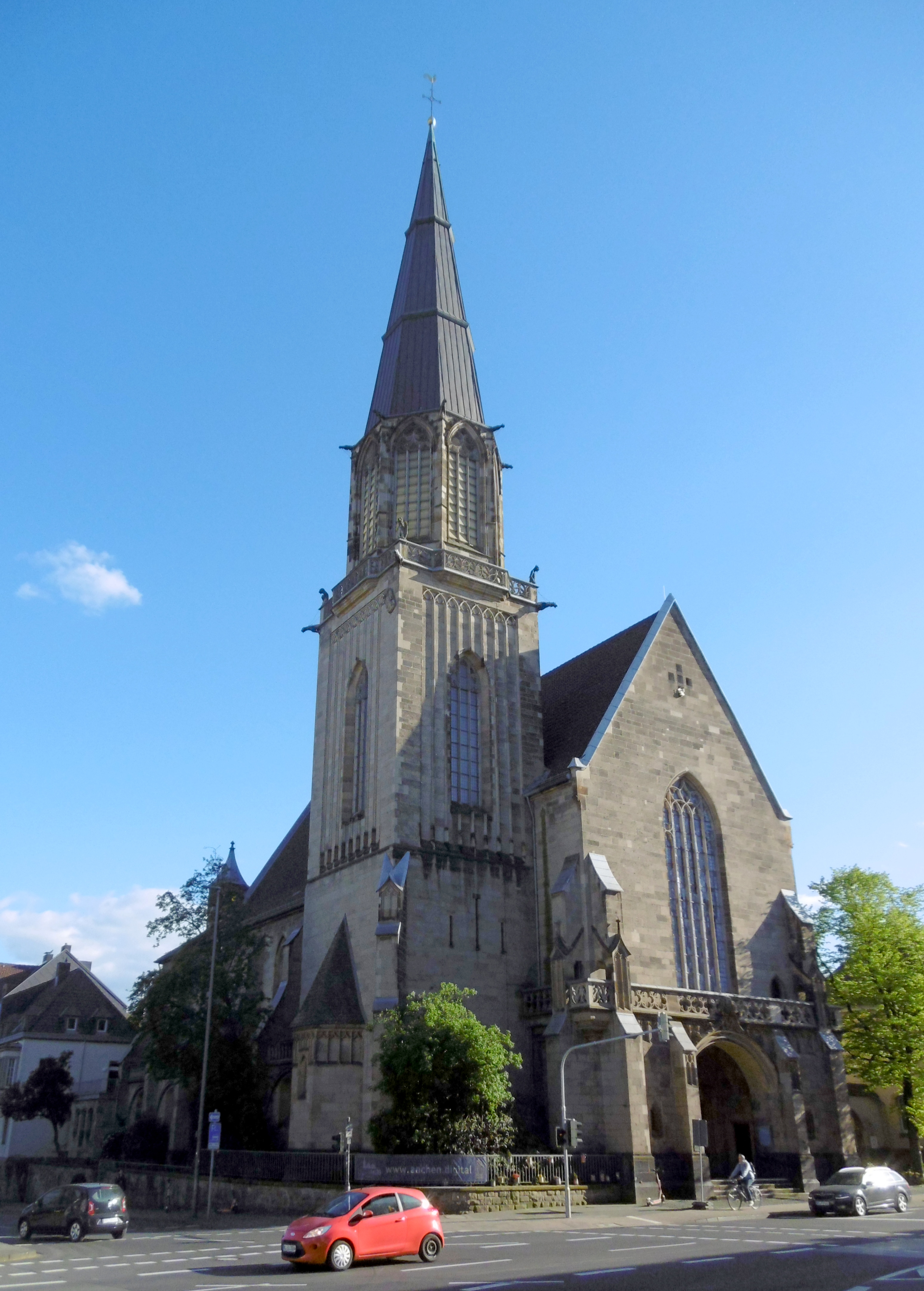
Kirche St. Elisabeth von der Jülicher Straße aus (2024)

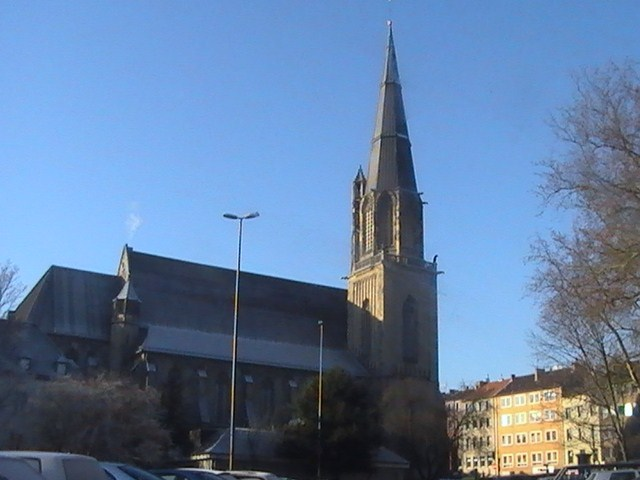
Kirche St. Elisabeth vom Blücherplatz aus (2007)

Die Kirche St. Elisabeth wurde 1907 als römisch-katholisches Gotteshaus in Aachen, Jülicher Straße 68, erbaut. Am 24. April 2016 wurde die Kirche profaniert, bevor der digitalHUB Aachen e. V. hier im Juli 2017 den bundesweit ersten CoWorking Space in einem Kirchenschiff eröffnete. Zudem können die Räumlichkeiten für offene Kultur- oder Privatveranstaltungen angemietet werden. Das Gebäude steht unter Denkmalschutz (siehe Liste).

## Errichtung
1901 wurde der Baugrund für die Kirche St. Elisabeth erworben. 1903 wurde ein Wettbewerb unter Architekten ausgeschrieben, den Eduard Endler aus Köln gewann. Im Herbst 1904 wurde mit dem Bau begonnen. Am 3. Mai 1905 erfolgte die Segnung des Grundsteines, am 12. Mai 1907 dann schließlich die Konsekration der Kirche und des Hochaltars durch den Kölner Erzbischof Antonius Kardinal Fischer. Die Kirche trug das Patrozinium der heiligen Elisabeth von Thüringen und wurde Pfarrkirche der gleichzeitig errichteten Pfarrei St. Elisabeth.

## Architektur
Die Formen erinnern an die Spätgotik der Mitte des 15. Jahrhunderts. Alle Architekturteile, wie z. B. Portale, Fenster und Einfassungen, sind aus Sandstein gefertigt, flächige Verblendungen dagegen aus Ettringer Tuffsteinquadern. Das Dach streckt sich über drei Schiffe und wurde mit Moselschiefer gedeckt. Der Helm des Turmes wurde mit Kupferplatten gedeckt, die 1915 im Ersten Weltkrieg entfernt wurden. Seitdem ist der Turm auch in Schiefer gedeckt.
An den äußeren Portalen sind Statuen der heiligen Maria und der heiligen Elisabeth zu sehen, die von dem Bildhauer Tilmans aus Erkelenz gefertigt wurden. Die schmückenden Bildhauerarbeiten fertigte der Bildhauer Sprenkels aus Köln an.
1926 wurden Diensthäuser für Pfarrer und Kaplan bezogen, im Folgejahr die Abschlussmauer am Blücherplatz erneuert. Durch diese Baumaßnahmen erhielt das Gebäudeensemble einen zusammengehörigen Eindruck.

## Ausstattung

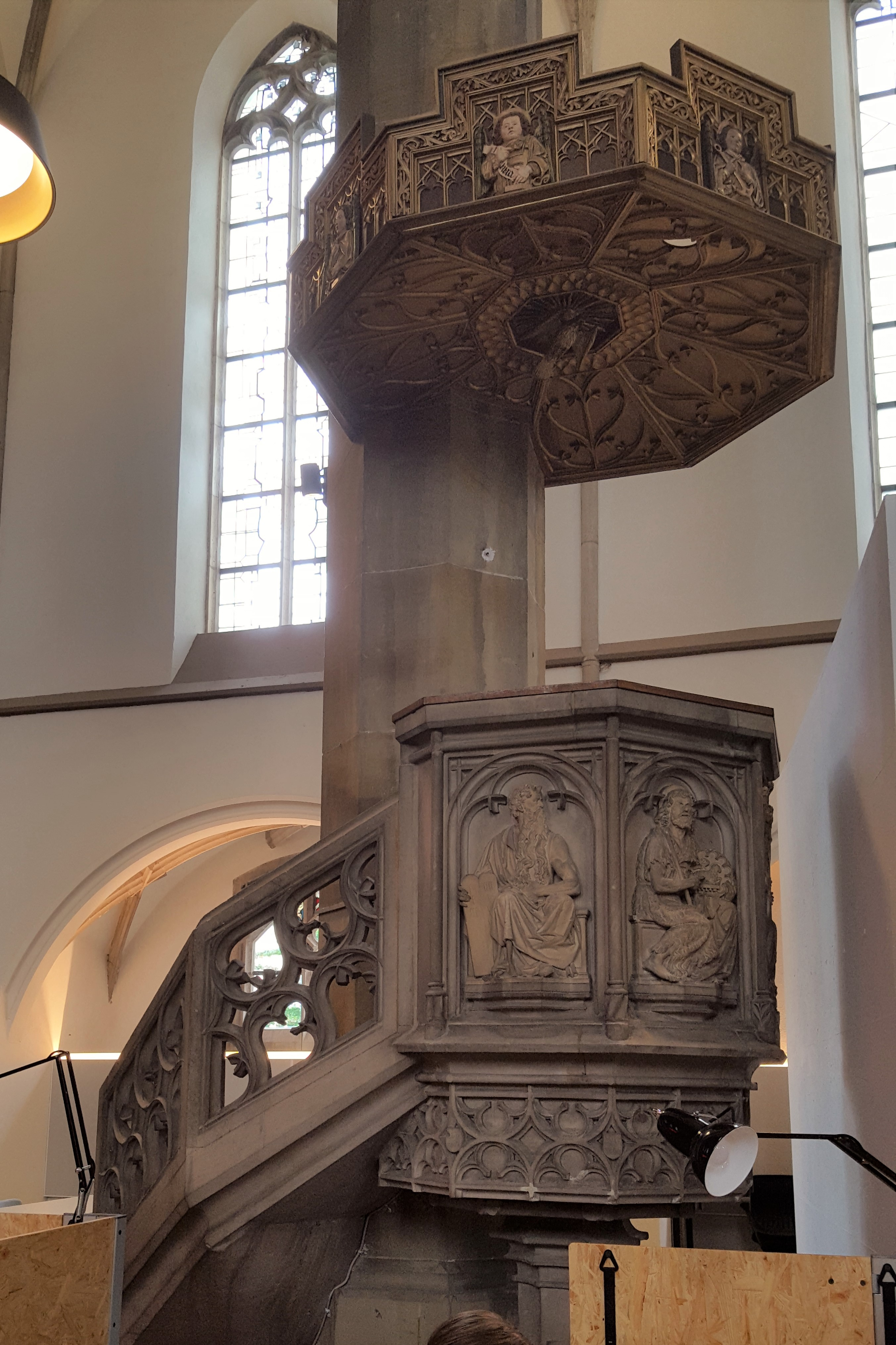
Kanzel der profanierten Kirche St. Elisabeth (2017)

Gegen Ende 1908 wurden die geschmückten Chorfenster eingesetzt, die Szenen aus dem Leben der heiligen Elisabeth zeigen. Die Kanzel wurde vom Architekten entworfen und vom Bildhauer Lambert Piedboeuf umgesetzt. Dieser fertigte auch das 1910 hinzugekommene Missionskreuz an.
Am 1. Mai 1913 wurden vier neue Kirchenglocken aus Bronze eingeweiht, die durch Spenden finanziert worden waren. Am 10. Mai 1913 läuteten sie abends zum ersten Mal. Am 17. Juni 1917 fielen sie dem Krieg zum Opfer und wurden eingeschmolzen, ebenso wie 23 Orgelpfeifen, wodurch die Orgel für zwei Jahre nicht nutzbar war.
An Weihnachten 1919 leuchtete zum ersten Mal elektrisches Licht in der Kirche, und die elektrische Heizungsanlage lief.
Am 9. Juli 1922 wurde im Gedenken an die Toten des Ersten Weltkrieges die Kriegergedächtniskapelle eingeweiht. Der Bildhauer Lambert Piedboeuf schuf hierfür die Gottesmutter Maria als Pietà.
Am 21. Oktober 1928 erhielt die Kirche neue Glocken, die von der Firma Petit & Gebr. Edelbrock gegossen worden waren. Sie trugen dieselben Inschriften wie die im Krieg verloren gegangenen Glocken.

## Zweiter Weltkrieg
Im Zuge des Zweiten Weltkrieges mussten die Gottesdienste in der Kirche unterbrochen werden, weil der Schutzraum nicht den Vorschriften entsprach. Am Dreifaltigkeitssonntag 1940 ging der polizeiliche Befehl ein, den Gottesdienst sofort zu beenden. Auf die Schnelle wurden vier Räume auf dem Gelände zu Luftschutzräumen umgebaut, welche am Fronleichnamsabend abgenommen wurden. Fortan konnten mit begrenzter Besucherzahl wieder Gottesdienste gefeiert werden.
Wie bereits im Ersten Weltkrieg wurden auch die neuen Glocken wieder zur Materialgewinnung eingeschmolzen. Kurz vor Weihnachten wurden sie als erste Glocken Aachens abmontiert.
Am 14. Juli 1943 wurde die Kirche durch einen Bombenangriff stark beschädigt. Das Dach und die Turmbekleidung brannten vollständig ab. Nachdem der Schutt beseitigt worden war, konnte der Gottesdienst am 25. Juli 1943 wieder in der Kirche gefeiert werden. Das Dach wurde erst gegen Weihnachten des Jahres wieder abgedichtet.
Am 10. September 1944 stand die Kriegsfront vor Aachen. Pfarrer und Kapläne mussten aufgrund des Räumungsbefehls die Pfarrei verlassen.  Ab dem 1. April 1945 konnten wieder Gottesdienste gefeiert werden.

## Nachkriegszeit

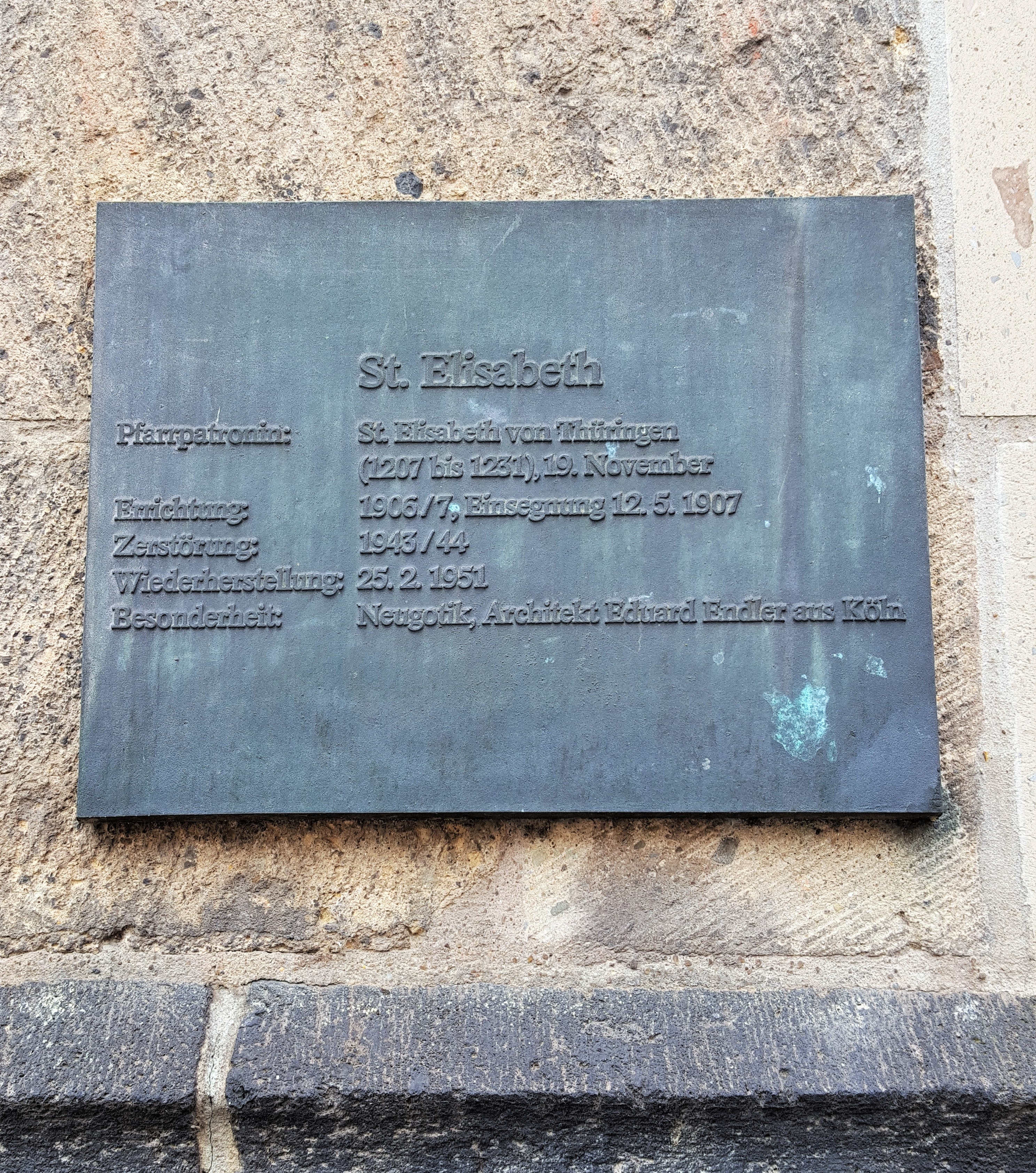
Plakette am Portal der Kirche St. Elisabeth (2017)

Da die Kirche während des Krieges schwere Schäden erlitten hatte, musste das westliche Seitenschiff 1946 gesperrt werden. Die Gottesdienste mussten in Notkirchenräumen in der Umgebung stattfinden. 1947 wurde der Bau- und Ausstattungsverein St. Elisabeth gegründet. Der Architekt Peter Salm aus Aachen betreute den Wiederaufbau. Die Kirche wurde in ihrer ursprünglichen Form mit Netzgewölben wiedererrichtet. Am 25. Februar 1951 fand der erste Gottesdienst im wiedererbauten Kirchengebäude statt. Dabei wurde der Hochaltar abermals konsekriert, da er bei der Höherlegung versetzt worden war.
Im Laufe der nächsten Jahrzehnte folgten diverse Erneuerungen in und um die Kirche: Am 3. August 1952 spielte zum ersten Mal eine Orgel, die acht Register hatte. Am 1. Dezember 1952 wurde die Turmspitze angebracht, in den Folgejahren das Turmdach in Schiefer eingedeckt. 1953 war das Pastorat wieder hergestellt. 1961 folgte ein elektrisches Verstärker- und Lautsprechersystem, im Folgejahr eine Ölheizung. In den Jahren bis 1964 wurden marode Steine in Chor und Turm ersetzt. Anschließend wurden die nach dem Krieg nur provisorisch eingesetzten Fenster fachmännisch ersetzt.
1965 wurde eine neue Sakramentskapelle geschaffen, die zwei Jahre später ein Buntglasfenster erhielt. Für die Kapelle wurde die Kreuzigungsgruppe restauriert und versetzt, ebenso wie Tabernakel und Voraltar für Veränderungen im Altarraum.
1969 folgte die Umgestaltung des Chorraums, in Rahmen derer der alte Hochaltar entfernt wurde. Der alte Altar wurde das Fundament für den neuen Altar; so sollte symbolisiert werden, dass das Neue Wurzeln im Alten hat. Der neue Altar wurde von dem Bildhauer Hermann Pier aus Mulartshütte aus Moselsandstein gefertigt. 1970 wurde der neue Altar geweiht. Ein großes Hängekreuz wurde angebracht. Es bestand aus Bronze mit Bleikristallen und wurde von dem Goldschmied Albert Sous gestaltet. Ein Ambo aus Bronze von Sous folgte. Auch die Orgel wurde generalüberholt.
Von 1985 bis 1988 war die Kirche wegen umfassender Restaurierungsarbeiten vollständig eingerüstet. 1993 wurde das Schieferdach des Turmes gegen ein Kupferdach ausgetauscht. Dabei wurden Mängel an der Stahlkonstruktion des Turmes festgestellt, die saniert wurden. Die Glocke musste während der Bauarbeiten demontiert werden. 2004 engagierte sich eine Gruppe von Jugendlichen durch Malerarbeiten im Innenraum der Kirche. 2005 wurde der Eingangsbereich der Kirche neu gestaltet, und ein Café hielt Einzug, welches vormittags geöffnet war.
Im Zuge der Ausstellung Paweł Althamer. Himmelsrutsche im benachbarten Ludwig Forum für Internationale Kunst stellte der Künstler im Oktober 2010 in der Kirche ein Spielgerät mit Rutsche auf, das er zuvor mit Aachener Kindern gestaltet hatte.
2010 verlor die Pfarrgemeinde St. Elisabeth ihre Selbständigkeit und bildete zusammen mit den Pfarreien St. Germanus in Haaren, St. Hubert in Verlautenheide und St. Martin in Aachen-Nord die neue Pfarrei Christus unser Bruder, mit denen sie zuvor bereits seit 1976 in einer Pastoralgemeinschaft verbunden war.

## Profanierung

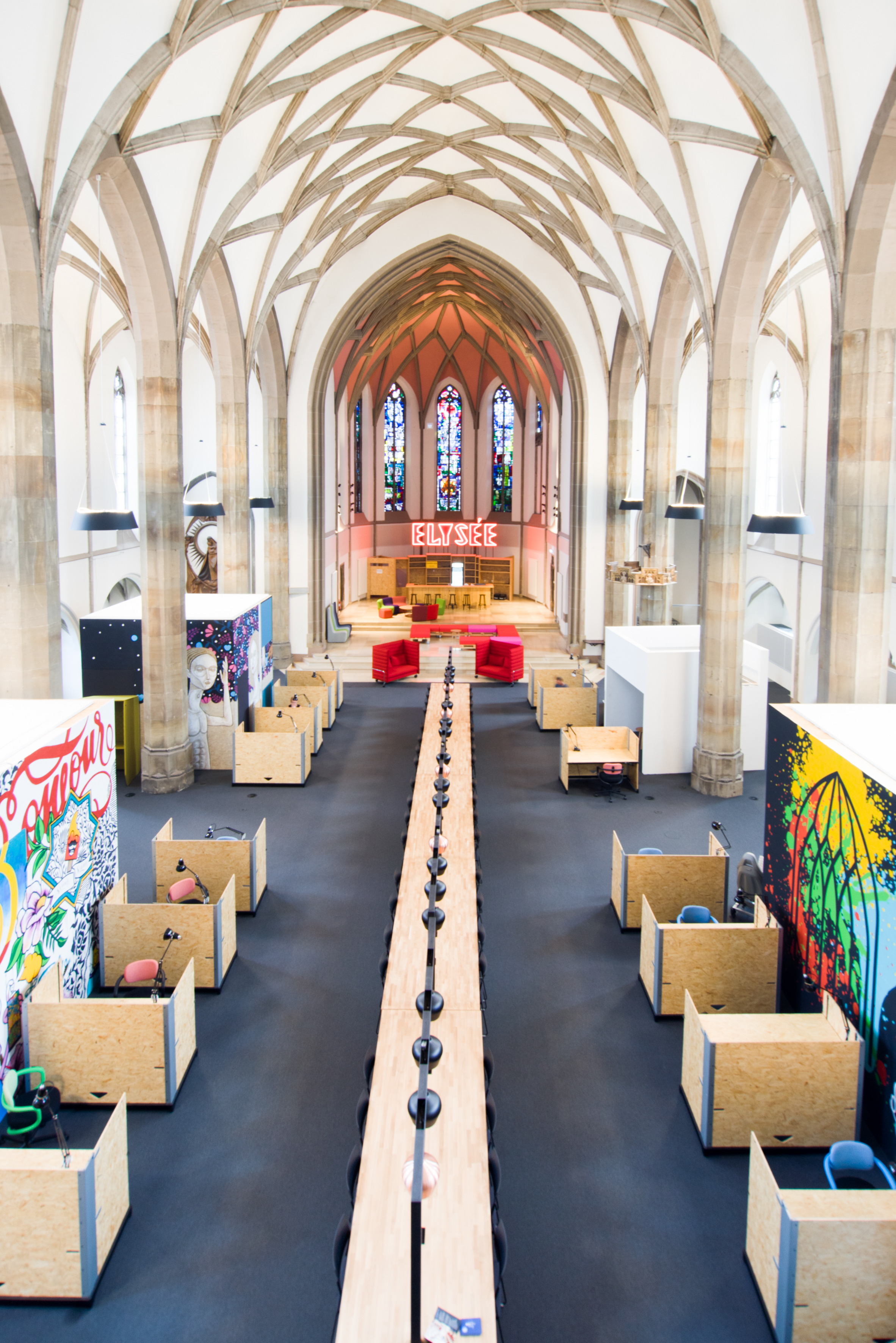
Innenraum der profanierten Kirche St. Elisabeth (2017)

2012 begann die Kirchengemeinde Christus unser Bruder, einen Käufer für das Gebäudeensemble zu suchen, weil die Unterhaltskosten in Anbetracht der Anzahl der Gottesdienstbesucher und der Einsparvorgaben des Bistums zu hoch waren.
Zwischen Oktober 2014 und August 2015 gab es hier eine Art Zweigstelle des Kerkrader Continium Discovery Centre mit Ausstellungs- und Forschungsflächen für Kinder und Jugendliche.
2016 fand sich der Aachener Investor Norbert Hermanns, Vorstand der Landmarken AG, als Käufer. Am 24. April 2016 wurde die letzte heilige Messe gefeiert, die Kirche wurde entwidmet und damit wieder zu einem „ganz normalen“ Bauwerk erklärt. Die Übergabe an den Käufer erfolgte am 1. Dezember 2016.
Als Übergangsnutzung zog das Hotel Total ab August 2016 für drei Monate ein. Das vom Land Nordrhein-Westfalen mit 400.000 Euro finanzierte Projekt band Langzeitarbeitslose und Flüchtlinge in den Umbau und die Betreuung der Hotelgäste ein.
2017 entwickelte die vom Land Nordrhein-Westfalen geförderte Initiative digitalHUB Aachen gemeinsam mit dem Investor das Konzept der Digital Church. Die Digital Church ist Standort des digitalHUB Aachen, der dort ab 7. Juli 2017 seinen CoWorking-Space für Startups, Mittelstand und Industrie eröffnete. Gleichzeitig dient der Raum als Begegnungs- und Veranstaltungsstätte für Events, offene Kultur- oder Privatveranstaltungen. Für die Verwaltung des Objekts und die Vermietung an den digitalHUB Aachen ist das Aachener Unternehmen Stadtmarken GmbH zuständig.

## Pfarrer an St. Elisabeth
- 1907–1911 Robert Beyer
- 1911–1922 Jakob Hubert Erbel
- 1922 Heinrich Hostenkamp (Pfarrverweser, Kaplan)
- 1922–1937 Johann Hubert Julius Firmenich
- 1937–1951 Peter Gilson
- 1951–1981 Ferdinand Lenßen
- 1982–2009 Heinz Hubert Baumann